# Descendent (2025)
Descendent ist ein Mystery- und Science-Fiction-Thriller und das Spielfilmdebüt von Peter Cilella. Der Film mit Ross Marquand und Sarah Bolger als werdende Eltern in den Hauptrollen feierte im März 2025 beim South by Southwest Film Festival seine Premiere. Im August 2025 soll Descendent in die US-Kinos kommen.

## Handlung
In Los Angeles in der Gegenwart. Sean und Andrea Bruner sind glücklich verheiratet und erwarten ein Kind. Der werdende Vater arbeitet als Sicherheitsbeamter an einer Grundschule, versucht aber einen besseren Job zu bekommen, um seine kleine Familie ernähren zu können. Der Tod seiner Mutter bei seiner Geburt und der Selbstmord seines Vaters belasten Sean sehr.
Nachdem ihm während einer Nachtschicht ein Lichtstrahl am Himmel erscheint, verunfallt Sean und wacht im Krankenhaus mit einem unerklärlichen Talent für lebhafte, beunruhigende Zeichnungen von Außerirdischen und Wüstenlandschaften auf. Sean versteht seine eigenen Zeichnungen und ihre Bedeutung nicht. Er fängt an, die Wirklichkeit in Frage zu stellen und beginnt wie besessen, seine Familie vor einer unsichtbaren Bedrohung zu schützen. Daher leiht er sich zu ihrem Schutz von seinem besten Freund eine Waffe.

## Produktion
Regie führte Peter Cilella, der auch das Drehbuch schrieb. Es handelt sich bei Descendent um sein Spielfilmdebüt. Als Schauspieler war Cilella unter anderem in dem Mystery-Film The Endless der Descendent-Produzenten Justin Benson und Aaron Moorhead in einer Nebenrolle zu sehen.
Der US-Amerikaner Ross Marquand und die Irin Sarah Bolger spielen in den Hauptrollen die werdenden Eltern Sean und Andrea Bruner.
Kameramann Alexander Chinnici arbeitete für die Aufnahmen mit einer Alexa 35.
Die Filmmusik komponierte Tyler Strickland. Er war in der Vergangenheit vorwiegend für Dokumentarfilme tätig, so für Hot Girls Wanted, Audrie & Daisy und Faye. Das Soundtrack-Album mit insgesamt 17 Musikstücken wurde Anfang August 2025 von Tiny Records als Download veröffentlicht.
Die Premiere des Films fand am 10. März 2025 beim South by Southwest Film Festival statt. Im Vorfeld sicherte sich RLJE Films die Rechte für Nordamerika. Am zweiten August-Wochenende 2025 soll der Film in ausgewählte US-Kinos kommen und am 15. August 2025 als Video-on-Demand veröffentlicht werden. Die internationalen Vertriebsrechte liegen bei der Highland Film Group.

## Rezeption

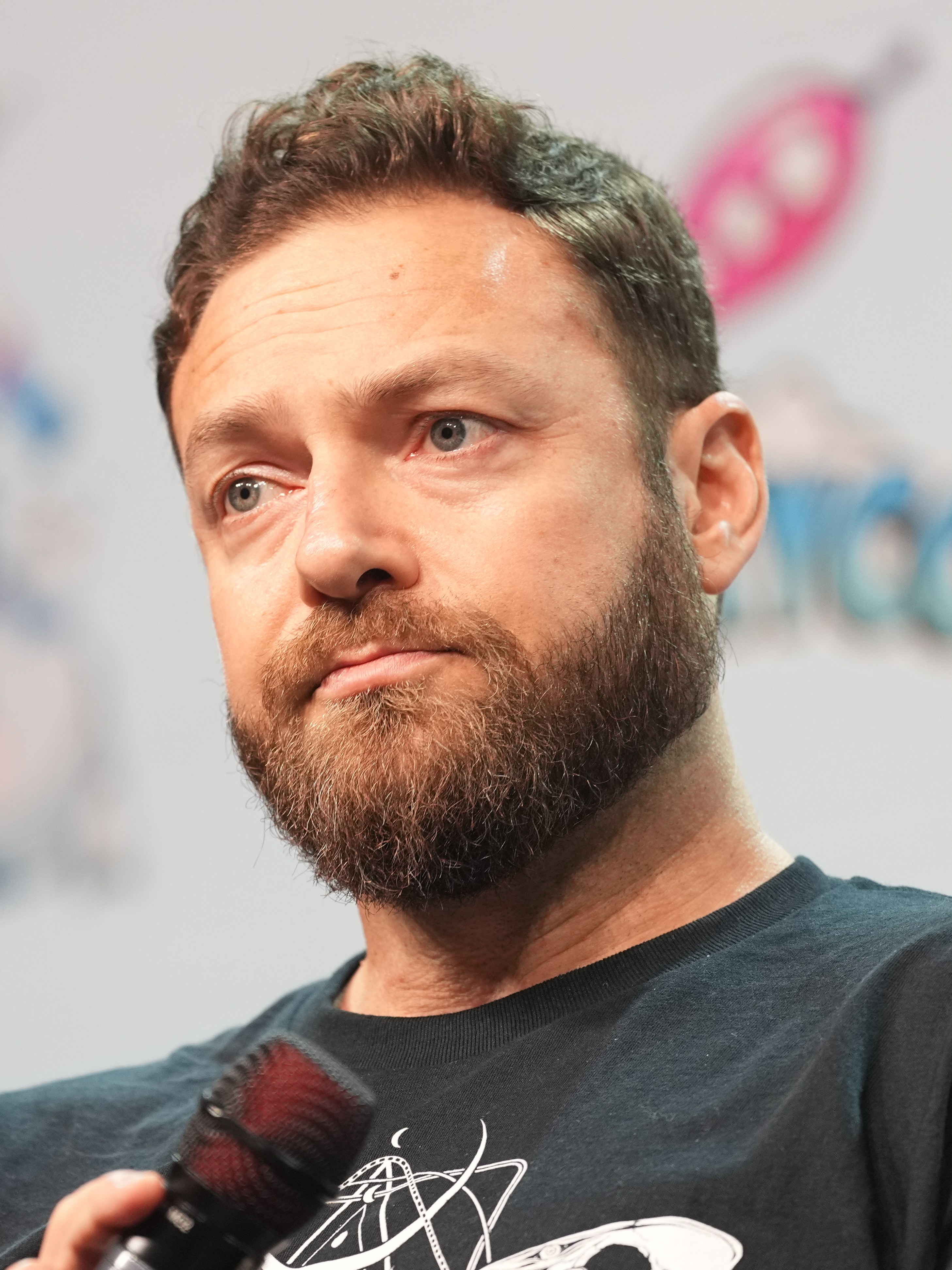
Ross Marquand spielt den werdenden Vater Sean Bruner

Von den bei Rotten Tomatoes aufgeführten Kritiken sind 90 Prozent positiv.
Katie Rife warnt Fans von Außerirdischen in ihrer Kritik für IndieWire, dass es in diesem Film zu 90 Prozent um das Thema Vaterschaft und nur zu 10 Prozent um Außerirdische geht. Zuschauer, die sich mit Alien-Geschichten auskennen, würden Seans Symptome wiedererkennen, die alle häufig von Entführungsopfern berichtet werden. Descendent suggeriere, dass Seans Erlebnisse real sind, wobei der Film mehrfach zu denselben schrecklichen Sekunden zurückkehrt, in denen Sean in einer netzartigen Membran gefangen ist und ihm eine Nadel ins Gehirn eingeführt wird, ähnlich wie in Feuer am Himmel aus dem Jahr 1993. Auch Descendent sei größtenteils ein Drama, hebe sich die atemberaubende Alien-Sequenz aber für das Ende auf. In der Zwischenzeit steigere der Film allmählich die halluzinatorischen Elemente. Am coolsten seien die Reptilienaugen, die Sean sich zuerst bei Fremden und dann bei denen vorstellt, die ihm am nächsten stehen, so Rife. Regisseur Peter Cilella setzte in seinem Film die visuellen Effekte und die Soundeffekte geschickt ein und Ross Marquand trage diesen auf seinem stämmigen Rücken.